# Célio Balona
Célio Balona é um pianista, tecladista, acordeonista, vibrafonista e compositor de música popular brasileira.

## Carreira
Começou sua carreira musical na década de 1960, tocando com alguns dos principais nomes da música brasileira, como Roberto Carlos, Elis Regina e Tom Jobim. Lançou vários álbuns solo, nos quais explora diferentes estilos musicais, como jazz, bossa nova e música popular brasileira. Também compôs trilhas sonoras para filmes e programas de televisão, e trabalhou como músico de estúdio para vários artistas brasileiros.

## Discografia
- "Coletânea"
- "Trilhas"[3]
- "Cantigas de Roda para Ouvir e Sonhar"[3]
- "Batuquerê"[3]
- "Vôo Noturno"
- "Imagens"
- "Alumbramentos"[3]